# Education for Death
Pour plus de détails, voir Fiche technique et Distribution.
Education for Death est un court métrage d’animation, réalisé par Clyde Geronimi (d'après le livre de Gregor Ziemer), et produit par Walt Disney Productions. Le court-métrage est sorti dans les salles américaines le 15 janvier 1943.
Le court-métrage est en couleurs, une dizaine de minutes et fait partie de la longue liste de films de propagande produits par les studios Disney pendant la Seconde Guerre mondiale, tout comme Victoire dans les airs ou The New Spirit. Le film avait pour but de sensibiliser les Américains à la menace que représentait l'Allemagne nazie.
L’Europe n’y eut pas accès, étant en grande partie sous l’occupation des troupes allemandes. Un narrateur est présent, les voix sont allemandes et le doublage d’Hitler a été réalisé à partir d’extraits sonores dans lesquels sa véritable voix apparaissait.

## Synopsis
Le dessin animé présente l’histoire d’un jeune allemand apprenant à aduler Hitler et à haïr la démocratie. À travers ce dessin animé, on suit le petit Hans qui, au fil des années, devient peu à peu un soldat, recevant une « éducation à la mort » au cours de laquelle il apprend à devenir une machine dénuée de tolérance, d’espoir, d’humour ou de pitié.

## Fiche technique
- Titre original : Education for Death
- Autres titres[1] :
  - Titre complet : The Story of One of Hitlers Children as Adapted from: Education for Death - The Making of the Nazi
  - Suède : Herrefolket
- Réalisateur : Clyde Geronimi
- Scénario : Gregor Ziemer
- Voix : Adolf Hitler (lui-même d'après des extraits d'actualités), Art Smith (narrateur)
- Animateur : Milt Kahl, Ward Kimball, Bill Tytla, Frank Thomas
- Layout : Herbert Ryman
- Producteur : Walt Disney
- Société de production : Walt Disney Productions
- Distributeur : RKO Radio Pictures
- Dates de sortie[1],[2]: 15 janvier 1943
- Format d'image : Couleur (Technicolor[1])
- Son : Mono (RCA Sound System[1])
- Musique : Extrait de la Chevauchée des Walkyries de Richard Wagner
- Durée : 10 min
- Langue : (en)
- Pays :  États-Unis

## Contexte
Le court-métrage est sorti en 1943, en pleine Seconde Guerre mondiale. On retrouve une situation conflictuelle en Europe et dans le reste du monde. En effet, à la suite de la montée des régimes totalitaires en Europe avec Adolf Hitler en Allemagne, l'Europe vit à l’heure allemande. Ce dessin animé de propagande anti-nazi est à l'époque interdit en Europe.

## Commentaires
Dans un style réaliste, travaillant sur les jeux d’ombres inquiétants, Education for Death décrit les lois raciales et leurs procédures, la paganisation du pays, et surtout l’endoctrinement de la jeunesse allemande, depuis le berceau jusqu’à la tombe, processus conclu sans équivoque par l’image de milliers de soldats nazis avançant en bataillons et se transformant soudain en autant de pierres tombales. Sous un aspect comique et burlesque (accentué par les cuivres du thème musical), Education for death constitue une critique acerbe du régime totalitaire nazi.
Tout au long du dessin animé, de nombreux symboles du pouvoir nazi sont représentés (tels que la croix gammée et l’aigle impérial), ainsi que des personnalités du régime (tels que Hitler, Joseph Goebbels ou Hermann Göring), représentés sous une forme satyrique.
Hitler, représenté en chevalier, chasse la Démocratie qui est représentée par la sorcière, afin de sauver la princesse qui représente l'Allemagne. Cette dernière est caricaturée en une vulgaire germania buveuse de bière, qui s’empresse de faire le salut hitlérien dès qu’elle aperçoit son sauveur. Cette scène est une version nazifiée de La Belle au Bois Dormant dans laquelle la princesse se trouve être l’Allemagne, la méchante sorcière la Démocratie, et le preux chevalier Adolf Hitler.
Dans la scène suivante, Hitler prend l’Allemagne dans ses bras et essaye de la hisser sur son cheval blanc mais n’y arrive pas. Un éclair vient alors les frapper, que l'on peut interpréter comme une représentation de la guerre éclair, permettant à Hitler de soulever l’Allemagne.
Œuvre de propagande durant la Seconde Guerre mondiale, ce film permet à Disney de dénoncer le régime nazi, ainsi que d'encourager les jeunes Américains à s'engager dans l'armée afin de lutter contre le nazisme.